# Yago Fernando da Silva
Yago Fernando da Silva – meglio noto come Yago – (San Paolo, 29 agosto 1992) è un ex calciatore brasiliano, di ruolo difensore.

## Palmarès

### Club

#### Competizioni nazionali
- Campionato brasiliano: 1

Corinthians: 2015

#### Competizioni statali
- Campionato Carioca: 1

Botafogo: 2018